# سفينة الأميرة الكبرى
الأميرة الكبرى (بالإنجليزية:  Grand Princess)‏عبارة عن سفينة سياحية تملكها برنسيس للرحلات البحرية، تم بناؤها في عام 1998 من قبل شركة فينكانتييري في مونفالكون، إيطاليا، برقم 5956، وبتكلفة تقارب 450 مليون دولار أمريكي. كانت أكبر وأغلى سفينة ركاب تم بناؤها في ذلك الوقت. وكانت هذه السفينة هي سفينة القائد في أسطول برنسيس للرحلات البحرية حتى حصلت سفينة رويال برينسس الجديدة على هذا اللقب في يونيو 2013.

## التصميم
كانت الأميرة الكبرى الأولى من سفن الرحلات البحرية غراند كلاس، ولها مخطط ديكور مختلف عن سفنها الشقيقة، من حيث استخدام الأخشاب الداكنة، والديكور الداخلي الذي يشبه إلى حد كبير سفن Sun-فئة الصغيرة.

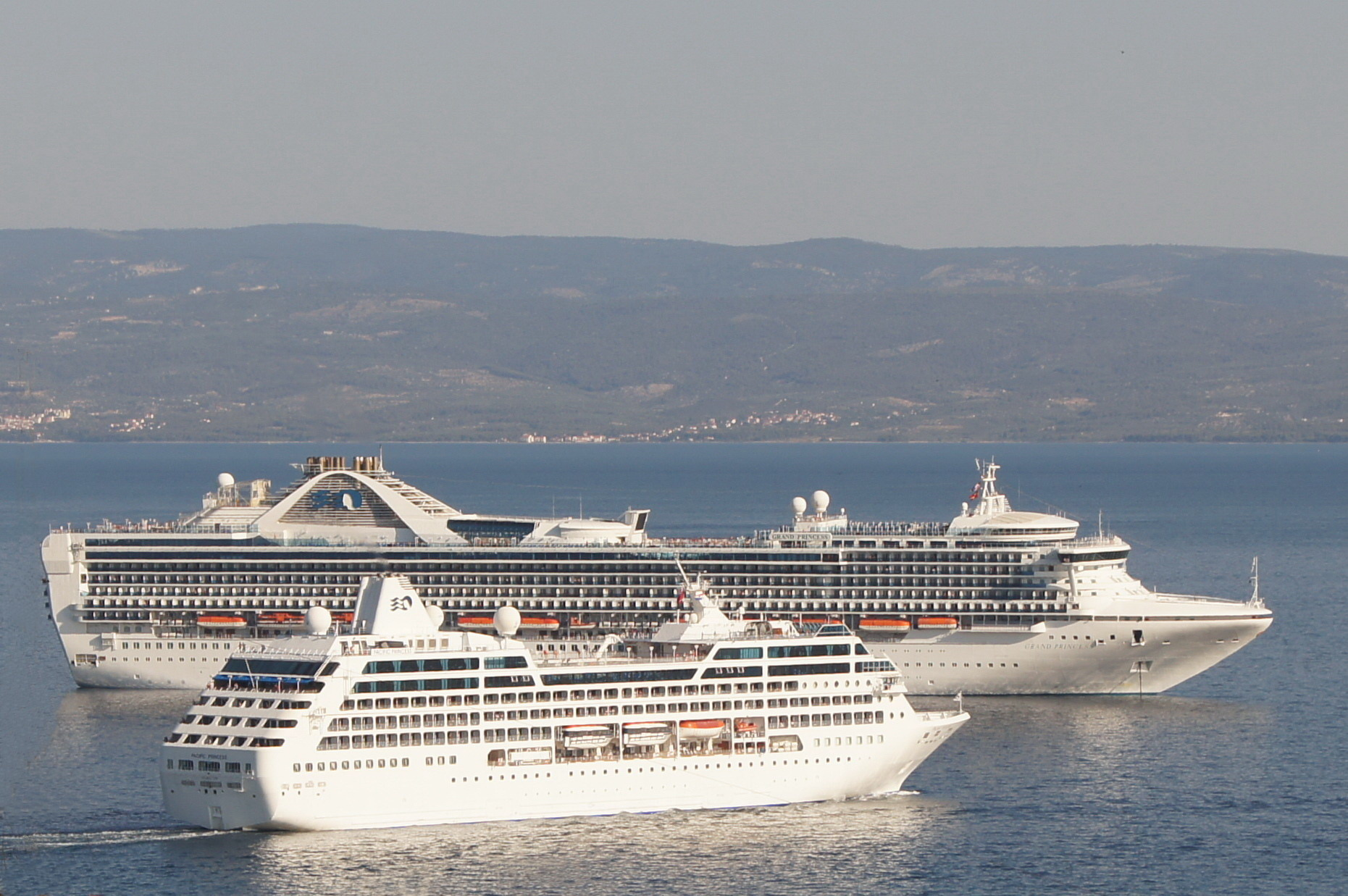
غراند برينسيس وباسيفيك برينسيس في سبليت، كرواتيا في 7 أغسطس 2011

تحتوي السفينة على مسرح كبير، وصالة أداء مركزية كبيرة، وصالة عرض.

## محطات الاتصال
اعتبارًا من أغسطس 2019، تمركزت الأميرة الكبرى على مدار السنة في سان فرانسيسكو كاليفورنيا، حيث تبحر في رحلات إلى ألاسكا وهاواي والريفييرا المكسيكية وساحل كاليفورنيا.

## الحوادث
في 9 أغسطس 2017، تم العثور على حوت ميت في قوس السفينة عندما رست في كيتشيكان، ألاسكا.

### جائحة فيروس كورونا 2020
في مارس 2020، تم الإعلان عن إصابة اثنين من ركاب السفينة في رحلة بحرية إلى المكسيك في الفترة من 11-21 فبراير 2020 بمرض الفيروس التاجي COVID-19 وتوفي أحدهم. وكانت السفينة قريبة من سان فرانسيسكو وعلى متنها 3 533 راكبًا (2 422 ضيفًا و 1 111 من أعضاء الطاقم، مع 54 جنسية)، تم احتجاز السفينة السياحية، مع 21 شخصا ظهرت عليهم أعراض الإصابة، قبالة ساحل سان فرنسيسكو. وتم إجراء اختبارات لبعض الركاب، حيث يوجد آلاف الأشخاص على متن السفينة، ويعتقد أن أول ضحية لكاليفورنيا هي ممن أصيب على متن السفينة.
في الفترة من 5 إلى 6 مارس 2020، بينما كانت السفينة بالقرب من ساحل كاليفورنيا، انطلق جناح الإنقاذ 129 التابع للحرس الوطني في كاليفورنيا واستعاد اختبارات الفيروس التاجي. حيث تم اختبار 46 شخصًا على متن السفينة، 21 شخصًا ظهرت عليهم الأعراض، منهم 19 من أفراد الطاقم و 2 من الركاب. بالإضافة إلى 25 شخصا آخر على متنها، كان أحد الاختبارات غير حاسمة والاختبارات الأخرى كانت سلبية. في 9 مارس تم السماح للأميرة الكبرى بأن ترسو في ميناء أوكلاند الصناعي، وبدأ السماح للركاب بالنزول، بدءًا من المحتاجين إلى العلاج الطبي السريع. وتم احتجاز أعضاء الطاقم على متن السفينة للحجر الصحي والعلاج، وسيتم اختبار جميع الركاب القادمين من السفينة بحثًا عن الفيروس التاجي وسيتم احتجازهم بمعزل عن غيرهم في منشأة يتم تشغيلها فيدراليًا.

## روابط خارجية
- الموقع الرسمي
- صورة غراند برينسيس تغادر من فورت لودرديل بعد تجديدها.